# CSI: Vegas (2021)
CSI: Vegas ist eine US-amerikanische Krimiserie und eine Fortsetzung der ursprünglich 2015 eingestellten Serie CSI: Crime Scene Investigation (in Deutschland: CSI: Den Tätern auf der Spur und CSI: Vegas). Die seit 2021 für den Sender CBS produzierte Revival-Serie ist nach der Originalserie (2000–2015) und den Spin-offs CSI: Miami (2002–2012), CSI: NY (2004–2013) und CSI: Cyber (2015–2016) die fünfte Serie im CSI-Franchise.
Teil der Hauptbesetzung der ersten Staffel sind William Petersen und Jorja Fox in ihren alten Rollen als Gil Grissom und Sara Sidle aus CSI: Den Tätern auf der Spur, während Mitglieder des neuen Teams von Tatortermittlern unter anderem von Paula Newsome, Matt Lauria und Mandeep Dhillon gespielt werden. Wallace Langham und Paul Guilfoyle haben Gastauftritte als David Hodges und Jim Brass. Als Titelmusik der Serie wird wieder das Lied Who Are You der britischen Rockband The Who verwendet.
Seit September 2022 wird in den USA eine zweite Staffel ausgestrahlt, in welcher Marg Helgenberger und Eric Szmanda erneut als Catherine Willows und Greg Sanders auftreten. Im Februar 2023 bestellte CBS die Produktion einer dritten Staffel, nach der die Serie schließlich eingestellt wurde.
In Deutschland wurde die erste Staffel von CSI: Vegas zunächst auf dem Streamingportal RTL+ veröffentlicht und im Free-TV erstmals ab dem 22. Februar 2023 auf dem Fernsehsender VOX gezeigt.

## Konzept
Die Serie beginnt mehrere Jahre nach den Ereignissen des Fernsehfilms Am Ende gilt nur, was wir getan (Originaltitel: Immortality), mit dem die Originalserie 2015 ursprünglich beendet wurde. Maxine Roby ist inzwischen Leiterin des CSI-Labors in Las Vegas, dem unter anderem die Tatortermittler Josh Folsom und Allie Rajan angehören. Als Jim Brass, welcher mittlerweile an Fuchs-Endotheldystrophie erkrankt ist, nur knapp einem Mordanschlag entgeht, kehren Gil Grissom und Sara Sidle für Ermittlungen an ihren alten Arbeitsplatz zurück. Dabei kommen Anhaltspunkte für eine angebliche Verschwörung innerhalb des CSI-Labors ans Licht, durch welche die Legitimität forensischer Beweise bei zahlreichen älteren Fällen rechtlich angefochten werden könnte und die Freilassung tausender verurteilter Krimineller droht. Neben der Handlung um Grissoms und Saras Nachforschungen, die sich durch die gesamte erste Staffel ziehen, gibt es außerdem in jeder Folge wie in der Originalserie einen in sich abgeschlossenen Fall, in dem das jüngere Forensikteam um Josh und Allie mittels moderner kriminaltechnischer Methoden ermittelt.

## Produktion

### Entstehungsgeschichte
Bereits kurz nach der Einstellung des letzten Ablegers CSI: Cyber im Jahr 2016 erklärte Glenn Geller, der damalige Präsident von CBS Entertainment, dass der Sender offen für ein Revival des CSI-Franchise sei. Am 10. Februar 2020 wurden Pläne für eine limitierte Event-Serie als Fortsetzung der Originalserie CSI: Den Tätern auf der Spur bekannt, an der Jason Tracey, Jerry Bruckheimer und Jonathan Littman als Executive Producers arbeiteten. Ende März 2021 wurde die offizielle Bestellung der Serie öffentlich. Die Dreharbeiten für die erste Staffel begannen am 4. Mai 2021 in Los Angeles. Als Regisseure konnten unter anderem Nathan Hope, Kenneth Fink und Christine Moore verpflichtet werden, die bereits für die älteren CSI-Serien bei einigen Episoden Regie führten.
Obwohl die Produktion ursprünglich als limitierte zehnteilige Serie angedacht war, wurde im Dezember 2021 eine zweite Staffel bestellt. Diese besteht aus insgesamt 21 Episoden.
Im Februar 2023 gab CBS bekannt, dass die Serie um eine dritte Staffel verlängert werden soll. Die Einstellung der Serie nach der dritten Staffel wurde am 19. April 2024 bekannt.

### Casting
Im Februar 2020 wurde berichtet, dass sich William Petersen und Jorja Fox in ersten Verhandlungen für die erneute Darstellung ihrer Figuren Gil Grissom und Sara Sidle aus der originalen Serie befinden sollen. Ein Jahr später wurden Paula Newsome, Matt Lauria und Mel Rodriguez in neuen Rollen gecastet.
Ende März 2021 stieß Mandeep Dhillon zum Cast hinzu und die Rückkehr der Originaldarsteller William Petersen, Jorja Fox und Wallace Langham wurde offiziell bestätigt. Anfang Mai 2021 wurde außerdem bekannt, dass Paul Guilfoyle in der ersten Staffel zwei Gastauftritte als Jim Brass hat und dass eine wiederkehrende Rolle an Jamie McShane vergeben wurde.
Am 15. Dezember 2021 wurde die Produktion einer zweiten Staffel angekündigt, für die William Petersen nicht als Gil Grissom zurückkehren, aber weiterhin als Executive Producer tätig sein wird. Im Januar 2022 gaben auch Jorja Fox und Mel Rodriguez ihren Ausstieg aus der Serie nach der ersten Staffel bekannt. Anfang Februar 2022 wurde berichtet, dass Marg Helgenberger sich in ersten Verhandlungen für die erneute Verkörperung von Catherine Willows in der zweiten Staffel befinden soll. Ihre Rückkehr wurde am 11. Februar 2022 bestätigt. Ende Mai 2022 wurde bekannt, dass Jay Lee als Chris Park für die zweite Staffel zum Hauptdarsteller befördert wurde und dass Lex Medlin und Ariana Guerra ebenfalls Teil der Hauptbesetzung sein werden. Anfang August 2022 wurde angekündigt, dass Sara Amini und Joel Johnstone in der zweiten Staffel Mel Rodriguez als Gerichtsmediziner ersetzen werden. Außerdem tritt Katie Stevens erneut in ihrer Rolle als Lindsey Willows aus dem Fernsehfilm Immortality auf. Am 15. Dezember 2022 wurde zudem berichtet, dass Eric Szmanda in mehreren Episoden der zweiten Staffel als Greg Sanders mitspielen soll.

## Besetzung und Synchronisation
Die deutsche Synchronisation entstand durch die Synchronfirma FFS Film- & Fernseh-Synchron in München. Stefan Schulze führte die Dialogregie und schrieb gemeinsam mit Michele Sterr auch die Dialogbücher.

### Hauptbesetzung
| Charakter                 | Schauspieler      | Hauptrolle (Episoden) | Gast- u. Nebenrolle (Episoden) | Deutscher Synchronsprecher |
| ------------------------- | ----------------- | --------------------- | ------------------------------ | -------------------------- |
| Maxine „Max“ Roby         | Paula Newsome     | 1.01–3.10             |                                | Stefanie Dischinger        |
| Joshua „Josh“ Folsom      | Matt Lauria       | 1.01–3.10             |                                | Patrick Schröder           |
| Ahalya „Allie“ Rajan      | Mandeep Dhillon   | 1.01–3.10             |                                | Maresa Sedlmeir            |
| Dr. Hugo Ramirez          | Mel Rodriguez     | 1.01–1.10             |                                | Thomas Wenke               |
| Sara Sidle                | Jorja Fox         | 1.01–1.10             |                                | Katarina Tomaschewsky      |
| Dr. Gilbert „Gil“ Grissom | William Petersen  | 1.01–1.10             |                                | Joachim Kretzer            |
| Serena Chavez             | Ariana Guerra     | 2.01–3.10             |                                | Stephanie Kellner          |
| Christopher „Chris“ Park  | Jay Lee           | 2.01–3.10             | 1.01, 1.05–1.07, 1.10          | Felix Mayer                |
| Beau Finado               | Lex Medlin        | 2.01–3.10             |                                | Matthias Kupfer            |
| Catherine Willows         | Marg Helgenberger | 2.01–3.10             |                                | Monica Bielenstein         |

### Nebenbesetzung
| Charakter              | Schauspieler         | Gast- u. Nebenrolle (Episoden)                                                             | Deutscher Synchronsprecher |
| ---------------------- | -------------------- | ------------------------------------------------------------------------------------------ | -------------------------- |
| James „Jim“ Brass      | Paul Guilfoyle       | 1.01–1.02                                                                                  | Hans Bayer                 |
| Will Carson            | Sean Alexander James | 1.01–1.02, 1.04, 3.01                                                                      | Marc Rosenberg             |
| Anson Wix              | Jamie McShane        | 1.01, 1.06–1.10                                                                            | Michael Schwarzmaier       |
| David Hodges           | Wallace Langham      | 1.02, 1.07, 1.09–1.10                                                                      | Michael Iwannek            |
| Penny Gill             | Sarah Gilman         | 1.02, 1.06, 1.09–2.01, 2.04, 2.09, 2.11, 2.13, 2.15–2.18, 2.21–3.03, 3.05, 3.07, 3.09–3.10 | Bettina Zech               |
| Nora Cross             | Kat Foster           | 1.03–1.04, 1.06, 3.02                                                                      | Carolin Hartmann           |
| Cade Wyatt             | Robert Curtis Brown  | 1.03, 1.07–1.08, 1.10                                                                      | Manfred Trilling           |
| Dr. Diane Auerbach     | Kathleen Wilhoite    | 2.01, 2.11, 2.14–2.15                                                                      | Alisa Palmer               |
| Sonya Nikolayevich     | Sara Amini           | 2.02–2.03, 2.05–2.11, 2.15–2.16                                                            |                            |
| Jack Nikolayevich      | Joel Johnstone       | 2.02–2.03, 2.06, 2.09, 2.12–2.13, 2.16, 2.20, 3.01, 3.05, 3.09–3.10                        | Tom Dulovits               |
| Jodi Wallach           | Sherri Saum          | 2.02, 2.05, 2.08                                                                           | Jacqueline Belle           |
| Dr. Milton Hudson      | Derek Webster        | 2.14, 2.17–3.01, 3.04, 3.07–3.08                                                           | Thomas Wenke               |
| Gregory „Greg“ Sanders | Eric Szmanda         | 2.17–2.19                                                                                  | Marius Clarén              |

## Ausstrahlung

### Vereinigte Staaten
Ursprünglich war die Premiere der ersten Staffel von CSI: Vegas für den 6. Oktober 2020 zum 20-jährigen Jubiläum der Erstausstrahlung von CSI: Den Tätern auf der Spur geplant. Aufgrund der Shutdowns während der COVID-19-Pandemie konnte die Serie jedoch nicht rechtzeitig produziert werden. In den Vereinigten Staaten feierte die Revival-Serie schließlich ein Jahr später, am 6. Oktober 2021, ihre Premiere auf dem Sender CBS – genau 21 Jahre nach der ersten Episode der Originalserie. Die zweite Staffel wurde ab dem 29. September 2022 auf CBS gezeigt.
In den USA erschien die erste Staffel von CSI: Vegas am 5. April 2022 auf DVD und Blu-ray.

### Deutschland
In Deutschland sicherte sich RTL Deutschland die Ausstrahlungsrechte für CSI: Vegas. Die erste Staffel feierte ihre deutschsprachige Erstveröffentlichung am 1. Oktober 2022 auf dem Streamingportal RTL+. Die Free-TV-Premiere fand seit dem 22. Februar 2023 immer mittwochs in Doppelfolgen auf dem Fernsehsender VOX statt. Anschließend wurden die Folgen ab dem 24. Februar 2023 jeden Freitag auf dem Spartensender VOXup wiederholt. Die zweite Staffel erschien ab dem 1. Juli 2023 auf RTL+ und dem Streamingdienst Paramount+. Im Free-TV wird die zweite Staffel erstmals ab dem 7. Februar 2024 auf VOX ausgestrahlt.
Die erste Staffel von CSI: Vegas wurde am 23. Februar 2023 in deutscher Sprache auf DVD veröffentlicht.

## Episodenliste

### Staffel 1
| Nr. (ges.) | Nr. (St.) | Deutscher TV-Titel         | Deutscher DVD-Titel                   | Originaltitel             | Erstausstrahlung USA | Deutschsprachige Erstveröffentlichung | Regie           | Drehbuch                           | Quoten (USA) |
| ---------- | --------- | -------------------------- | ------------------------------------- | ------------------------- | -------------------- | ------------------------------------- | --------------- | ---------------------------------- | ------------ |
| 1          | 1         | Am Anfang der Anschlag     | Vermächtnis                           | Legacy                    | 6. Okt. 2021         | 1. Okt. 2022                          | Uta Briesewitz  | Jason Tracey                       | 4,12 Mio.    |
| 2          | 2         | Unter großem Fuß           | Flitterwochen in Vegas                | Honeymoon in Vegas        | 13. Okt. 2021        | 1. Okt. 2022                          | Nathan Hope     | Jason Tracey                       | 3,91 Mio.    |
| 3          | 3         | Für und gegen David Hodges | Unter der Haut                        | Under the Skin            | 20. Okt. 2021        | 1. Okt. 2022                          | Nathan Hope     | Craig O’Neill                      | 3,54 Mio.    |
| 4          | 4         | Schwein gehabt             | Menschenfleisch                       | Long Pig                  | 27. Okt. 2021        | 1. Okt. 2022                          | Nicole Rubio    | Safia M. Dirie                     | 3,34 Mio.    |
| 5          | 5         | Es stinkt zum Himmel       | Wie die Würfel fallen                 | Let the Chips Fall        | 3. Nov. 2021         | 1. Okt. 2022                          | Kenneth Fink    | Graham Thiel                       | 3,22 Mio.    |
| 6          | 6         | Clownerie                  | Funhouse                              | Funhouse                  | 10. Nov. 2021        | 1. Okt. 2022                          | Benny Boom      | Samantha Humphrey                  | 3,24 Mio.    |
| 7          | 7         | Blutrotes Pferd            | Im Blut                               | In the Blood              | 17. Nov. 2021        | 1. Okt. 2022                          | Christine Moore | Marisa Tam                         | 3,88 Mio.    |
| 8          | 8         | Entschlackung              | Pfeifenreiniger                       | Pipe Cleaner              | 24. Nov. 2021        | 1. Okt. 2022                          | Benny Boom      | Safia M. Dirie & Samantha Humphrey | 4,20 Mio.    |
| 9          | 9         | Flügel ohne Vogel          | Auf Stand-By                          | Waiting in the Wings      | 1. Dez. 2021         | 1. Okt. 2022                          | Christine Moore | Craig O’Neill & Jason Tracey       | 3,95 Mio.    |
| 10         | 10        | Mit der Hilfe von allen    | Unterschrieben, versiegelt, geliefert | Signed, Sealed, Delivered | 8. Dez. 2021         | 1. Okt. 2022                          | Kenneth Fink    | Jason Tracey & Craig O’Neill       | 3,55 Mio.    |

### Staffel 2
| Nr. (ges.) | Nr. (St.) | Deutscher Titel             | Originaltitel          | Erstausstrahlung USA | Deutschsprachige Erstveröffentlichung (D) | Regie               | Drehbuch                          | Quoten (USA) |
| ---------- | --------- | --------------------------- | ---------------------- | -------------------- | ----------------------------------------- | ------------------- | --------------------------------- | ------------ |
| 11         | 1         | Catherines Geheimnis        | She's Gone             | 29. Sep. 2022        | 1. Juli 2023                              | Kenneth Fink        | Jason Tracey                      | 3,19 Mio.    |
| 12         | 2         | Mord im Geisterhaus         | The Painted Man        | 6. Okt. 2022         | 1. Juli 2023                              | Sam Hill            | Craig O’Neill                     | 3,24 Mio.    |
| 13         | 3         | Die Tote im Wagen           | Story of a Gun         | 13. Okt. 2022        | 8. Juli 2023                              | Antonio Negret      | Safia M. Dirie                    | 3,24 Mio.    |
| 14         | 4         | Schrei nach Liebe           | Koala                  | 20. Okt. 2022        | 8. Juli 2023                              | Claudia Yarmy       | Anthony E. Zuiker                 | 3,61 Mio.    |
| 15         | 5         | In bester Absicht           | In Harm's Way          | 27. Okt. 2022        | 15. Juli 2023                             | Lin Oeding          | Graham Thiel                      | 3,57 Mio.    |
| 16         | 6         | Erloschener Stern           | There's the Rub        | 3. Nov. 2022         | 15. Juli 2023                             | Mario Van Peebles   | Jordana Lewis Jaffe               | 3,14 Mio.    |
| 17         | 7         | Brandgefährlich             | Burned                 | 10. Nov. 2022        | 22. Juli 2023                             | Benny Boom          | Tom Szentgyorgyi                  | 3,45 Mio.    |
| 18         | 8         | Freundin oder Feindin       | Grace Note             | 8. Dez. 2022         | 22. Juli 2023                             | Gina Lamar          | Erika Vázquez & Siena Butterfield | 3,27 Mio.    |
| 19         | 9         | Im weißen Zimmer            | In the White Room      | 15. Dez. 2022        | 29. Juli 2023                             | Kenneth Fink        | Marisa Tam & Graham Thiel         | 3,48 Mio.    |
| 20         | 10        | Verräterische Kratzer       | Eyeballs               | 5. Jan. 2023         | 29. Juli 2023                             | Allison Liddi-Brown | Ryan Lee                          | 3,36 Mio.    |
| 21         | 11        | Trockenes Ertrinken         | Trinket                | 12. Jan. 2023        | 5. Aug. 2023                              | Ruben Garcia        | Safia M. Dirie                    | 3,43 Mio.    |
| 22         | 12        | Spuren im Staub             | When the Dust Settles  | 2. Feb. 2023         | 5. Aug. 2023                              | Rachel Raimist      | Jordana Lewis Jaffe               | 3,80 Mio.    |
| 23         | 13        | Fund des Grauens            | Boned                  | 9. Feb. 2023         | 12. Aug. 2023                             | Erin Feeley         | Dave Metzger                      | 3,82 Mio.    |
| 24         | 14        | Aller bösen Dinge sind drei | Third Time's the Charm | 16. Feb. 2023        | 12. Aug. 2023                             | Eduardo Sánchez     | Tom Szentgyorgyi                  | 2,93 Mio.    |
| 25         | 15        | Möge der Bessere gewinnen   | Ashes, Ashes           | 2. März 2023         | 19. Aug. 2023                             | Stephanie Marquardt | Marisa Tam                        | 3,21 Mio.    |
| 26         | 16        | Engel des Todes             | We All Fall Down       | 9. März 2023         | 19. Aug. 2023                             | Ray Daniels         | Craig O’Neill & Graham Thiel      | 3,34 Mio.    |
| 27         | 17        | Das Geheimnis im See        | The Promise            | 30. März 2023        | 26. Aug. 2023                             | Brad Tanenbaum      | Alex Berry & Anthony E. Zuiker    | 3,26 Mio.    |
| 28         | 18        | Der falsche Freund          | Fractured              | 13. Apr. 2023        | 26. Aug. 2023                             | Gina Lamar          | Liz Castricone & Safia M. Dirie   | 3,39 Mio.    |
| 29         | 19        | Tote Erinnerungen           | Dead Memories          | 4. Mai 2023          | 2. Sep. 2023                              | Pam Veasey          | Craig O’Neill                     | 3,18 Mio.    |
| 30         | 20        | Allergischer Schock         | Shell Game             | 11. Mai 2023         | 2. Sep. 2023                              | Omar Madha          | Marisa Tam                        | 3,29 Mio.    |
| 31         | 21        | Lebensregeln                | Dying Words            | 18. Mai 2023         | 9. Sep. 2023                              | Jason Tracey        | Jason Tracey                      | 2,76 Mio.    |

### Staffel 3
| Nr. (ges.) | Nr. (St.) | Deutscher Titel          | Originaltitel         | Erstausstrahlung USA | Deutschsprachige Erstveröffentlichung (D) | Regie               | Drehbuch                          | Quoten (USA) |
| ---------- | --------- | ------------------------ | --------------------- | -------------------- | ----------------------------------------- | ------------------- | --------------------------------- | ------------ |
| 32         | 1         | Der Sensenmann           | The Reaper            | 18. Feb. 2024        | 1. Sep. 2024                              | Brad Tanenbaum      | Jason Tracy & Craig O'Neill       | 4,09 Mio.    |
| 33         | 2         | Von Narben und Prothesen | Scar Tissue           | 25. Feb. 2024        | 1. Sep. 2024                              | Nicole Rubio        | Jordana Lewis Jaffe               | 4,16 Mio.    |
| 34         | 3         | Das Rat Pack             | Rat Packed            | 3. März 2024         | 1. Sep. 2024                              | Omar Madha          | Marisa Tam                        | 4,37 Mio.    |
| 35         | 4         | Zum Fressen gern         | Health and Wellness   | 17. März 2024        | 1. Sep. 2024                              | Stephanie Marquardt | Tom Szentgyorgyi                  | 4,30 Mio.    |
| 36         | 5         | Killer-KI                | It Was Automation     | 24. März 2024        | 1. Sep. 2024                              | Ruben Garcia        | Dave Metzger                      | 4,56 Mio.    |
| 37         | 6         | Tödliche Strahlen        | Atomic City           | 21. Apr. 2024        | 1. Sep. 2024                              | Kenneth Fink        | Ryan Lee                          | 4,09 Mio.    |
| 38         | 7         | Zufälle                  | Coinkydink            | 28. Apr. 2024        | 1. Sep. 2024                              | Safia M. Dirie      | Safia M. Dirie                    | 4,19 Mio.    |
| 39         | 8         | Kriminelle Kunst         | The Artist is Present | 5. Mai 2024          | 1. Sep. 2024                              | Gina Lamar          | Gabriel Ho                        | 4,10 Mio.    |
| 40         | 9         | Heavy Metal              | Heavy Metal           | 12. Mai 2024         | 1. Sep. 2024                              | Tom Camarda         | Camille D'Elia                    | 4,16 Mio.    |
| 41         | 10        | Tunnelblick              | Tunnel Vision         | 19. Mai 2024         | 1. Sep. 2024                              | Erin Feeley         | Erika Vázquez & Siena Butterfield | 4,25 Mio.    |

## Rezeption
Auf IMDb.com erhielt CSI: Vegas ein Rating von 7,6/10, errechnet aus 4756 Bewertungen (Stand: 5. Februar 2022).
Die erste Staffel bekam bei Rotten Tomatoes eine Bewertung von 82 % bei 11 Kritiken, sowie bei Metacritic einen auf 8 Rezensionen basierenden Metascore von 64/100.